# Þingvallavatn
Þingvallavatn /ˈθiŋkˌvatlaˌvaʰtn̥/ è un lago nel sud-ovest dell'Islanda. Con una superficie di 84 km² è il più grande lago di origine naturale dell'isola. La sua profondità massima è di 114 metri. Sulla riva settentrionale del lago, nella spianata di Þingvellir, si riuniva l'Alþing, l'antico Parlamento nazionale islandese, fondato nel 930.
Il lago è parte del Parco Nazionale Þingvellir. L'origine vulcanica delle isole all'interno del lago è chiaramente visibile. Le fenditure che circondano le rive del lago, la principale è l'Almannagjá, indica che qui è presente una frizione tettonica tra la placca eurasiatica e la placca nordamericana. L'unico emissario dal lago è il fiume Sog.

## Vulcanismo
Il lago è situato nella fossa di Þingvellir ed è circondato da quattro sistemi vulcanici attivi: Prestahnúkur e Hrafnabjörg a nord-est, Hengill e Hrómundartindur a sud-ovest.
L'età presunta del lago è di circa 12.000 anni, risale cioè alla fine dell'ultima era glaciale. Inizialmente era un lago glaciale formato dal deflusso dell'acqua di fusione dei ghiacciai circostanti.
Un cambiamento decisivo avvenne circa 10.000 anni fa, quando dal cratere Eldborgir del vicino vulcano a scudo Skjaldbreiður, che fa parte del sistema vulcanico Hrafnabjörg, venne emessa una grande quantità di lava durante una serie di continue eruzioni. La lava ha modificato in modo importante il lago, sia in termini di dimensioni che di flora e fauna. La lava ha bloccato l'afflusso diretto di acqua attraverso i fiumi glaciali da nord e ha ridotto del 50% la superficie del lago. Da allora, l'acqua del ghiacciaio Langjökull fluisce ancora nel lago, ma filtrando attraverso la lava porosa viene arricchita di minerali che contribuiscono a determinare la particolare flora e fauna del lago. Con il lento e costante afflusso di acqua e data la posizione del lago situato nel fondo della fossa, il lago ha lentamente ripreso le dimensioni originarie.